# Moriyama Masahito
Moriyama Masahito (盛山 正仁) (sinh ngày 14 tháng 12 năm 1953) là chính khách người Nhật Bản. Ông là thành viên của Đảng Dân chủ Tự do Nhật Bản. Hiện tại, ông đang giữ chức vụ làm Bộ trưởng Giáo dục, Văn hóa, Thể thao, Khoa học và Công nghệ kể từ ngày 13 tháng 9 năm 2023.